# 545 г. пр.н.е.

## Събития

### В Азия

#### Във Вавилония
- Набонид (556 – 539 г. пр.н.е.) е цар на Вавилония.[1]

#### В Персийската империя
- Цар на Персийската (Ахеменидска) империя е Кир II Велики (559 – 530 г. пр.н.е.).[2]
- Около тази година, след покоряването на Лидия, персийският военачалник Арпаг превзема град Ксантос в Ликия след ожесточена съпротива на местното население предпочело да загине пред това да се предаде.[3]

### В Африка

#### В Египет
- Фараон на Египет е Амасис II (570 – 526 г. пр.н.е).[4]